# SMS Pillau
El SMS Pillau fue un crucero ligero (en alemán Kleiner Kreuzer) de la Armada Imperial alemana durante la Primera Guerra Mundial. El buque y su gemelo, el SMS Elbing se estaban construyendo originalmente en astilleros alemanes ordenados por la Armada Imperial Rusa, pero fueron confiscados al iniciarse la guerra por la Armada Imperial alemana. El Pillau fue puesto en grada con el nombre de Muraviev Amurskyy en los astilleros Schichau-Werft de Danzig en 1913 y fue completado en 1914. 

## Diseño
Tenía una eslora de 135 metros y una manga de 15,6 metros. Su calado era de 5,64 metros y desplazaba 5252 toneladas a plena carga. Dos turbinas le permitían alcanzar una velocidad máxima de 27,5 nudos. El Pillau se diseñó originalmente para ser armado con cañones rusos de 130 mm, pero cuando fue requisado, se le montaron los alemanes de 150 mm. Tanto el Pillau como su gemelo el SMS Elbing fueron los primeros cruceros alemanes en montarlos, aunque esto retrasó su entrada en servicio hasta septiembre de 1915.

## Historial de servicio
El Pillau fue asignado al II grupo de reconocimiento en 1915. Sirvió en el mar Báltico y en el mar del Norte, y tomó parte en la Batalla del golfo de Riga en agosto de 1915. El Pillau también participó en la Batalla de Jutlandia entre el 31 de mayo y el 1 de junio de 1916. Antes del final de la batalla, se le ordenó al Pillau escoltar al severamente dañado SMS Seydlitz de vuelta a Alemania. Los sistemas de navegación del Seydlitz fallarón y necesitó que el Pillau lo guiara de vuelta a aguas alemanas. En su última acción de la Primera Guerra Mundial, el Pillau tomó parte en la segunda batalla de la bahía de Heligoland. Fue cedido a Italia tras el final de la guerra. El Pillau fue renombrado como Bari y sirvió en la Regia Marina hasta que fue hundido en 1943.